# Gino Nais
Gino Nais (Moggio Udinese, 21 giugno 1910 – Malta, 3 luglio 1940) è stato un militare e aviatore italiano, decorato di medaglia d'oro al valor militare alla memoria nel corso della seconda guerra mondiale.

## Biografia

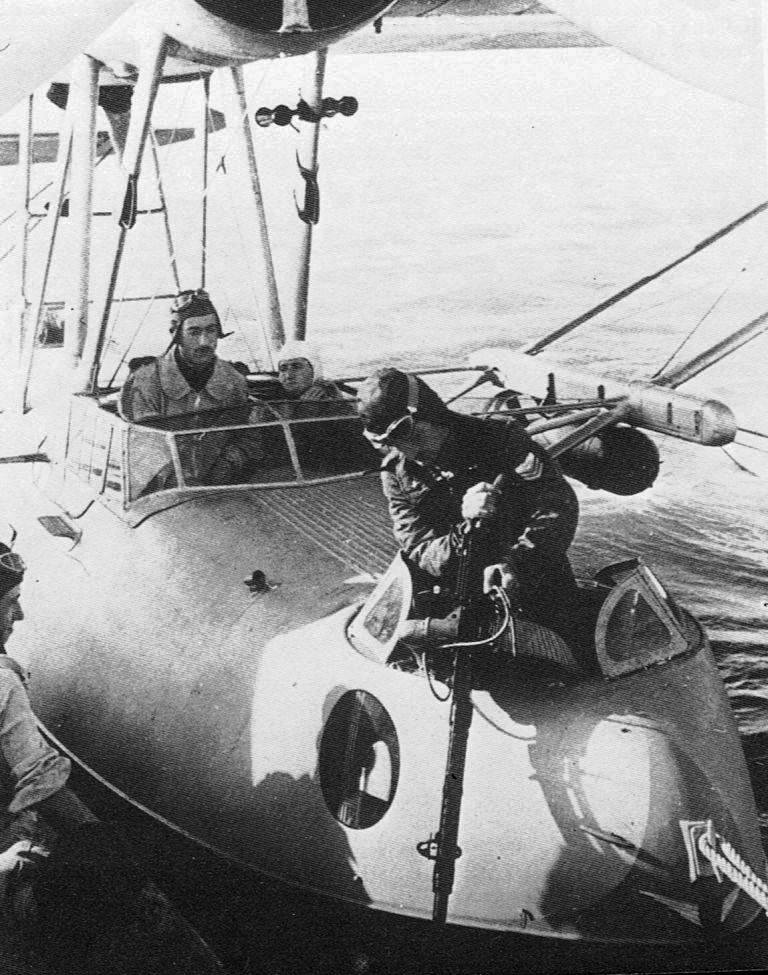
Il posto dell'osservatore/mitragliere e quelli di pilotaggio di un CANT Z.501 Gabbiano.

Nacque a Moggio Udinese, provincia di Udine, il 21 giugno 1910. Dopo aver conseguito il diploma di capitano di lungo corso presso l'Istituto Sebastiano Venier di Venezia venne ammesso a frequentare la Regia Accademia Navale di Livorno come allievo ufficiale di complemento con la promozione ad aspirante guardiamarina nell'aprile 1932. Promosso guardiamarina nell'ottobre 1932, prestò dapprima servizio sull'incrociatore pesante Gorizia e poi in una squadriglia MAS di stanza a La Maddalena. Posto in congedo nel 1933 fu richiamato in servizio attivo dal Ministero della marina nel ottobre 1935 per esigenze collegate alla guerra d'Etiopia, fu dapprima destinato alla difesa aerea territoriale di Venezia e poi l'anno successivo chiese, ed ottenne, di partire per la Spagna per combattere nella guerra. Con il Corpo Truppe Volontarie si distinse sul fronte di Aragona e su quello della Catalogna, venendo decorato con due Medaglie di bronzo al valor militare. Ritornato in Italia nel 1939, trasferito in servizio permanente effettivo per meriti di guerra, fu imbarcato sull'incrociatore pesante Trieste, e nel marzo 1940 fu mandato a frequentare la Scuola di osservazione aerea di Taranto dove conseguì il brevetto di osservatore nel mese di giugno. Dopo l'entrata in guerra del Regno d'Italia, avvenuta il 10 dello stesso mese, fu assegnato in servizio alla 184ª Squadriglia dell'83º Gruppo Autonomo Osservazione  Marittima di stanza ad Augusta ed equipaggiato con gli idrovolanti CANT Z.501 Gabbiano. Cadde in combattimento sul cielo dell'isola di Malta il 3 luglio 1940, e per onorarne il coraggio in questo frangente fu insignito dapprima di una Medaglia d'argento al valor militare, successivamente tramutata in Medaglia 'oro al valor militare alla memoria.

### Fonti
1. 1 2 3  Ufficio Storico dell'Aeronautica Militare 1969, p. 224.
2. 1 2 3 4 5  Combattenti Liberazione.
3. 1 2 3 4  Alberini, Prosperini 2016, p. 377.
4. ↑   Gino Nais, su Quirinale.it. URL consultato il 20 novembre 2018.
5. ↑  Bollettino Ufficiale 1940, disp.35, pag.1190 e Bollettino Ufficiale 1942, disp.8, pag.366.
6. ↑  Bollettino Ufficiale 1940, disp.29, pag.933.